# Pablo Paz
Pablo Paz, född den 27 januari 1973 i Bahía Blanca, Argentina, är en argentinsk före detta fotbollsspelare. Vid fotbollsturneringen under OS 1996 i Atlanta deltog han i det argentinska lag som tog silver. 